# Архангельське (Домбаровський район)
Арха́нгельське (рос. Архангельское) — село у складі Домбаровського району Оренбурзької області, Росія.

## Населення
Населення — 281 особа (2010; 276 у 2002).
Національний склад (станом на 2002 рік):
- казахи — 58 %